# مارتین رایل
سر مارتین رایل (به انگلیسی: Sir Martin Ryle) ‏ (زاده ۲۷ سپتامبر ۱۹۱۸ – درگذشته ۱۴ اکتبر ۱۹۸۴) یک ستاره‌شناس رادیویی انگلیسی بود که سیستم‌های رادیو تلسکوپی را گسترش داد و آن‌ها را برای تعیین دقیق موقعیت و تصویربرداری از منابع ضعیف رادیویی بکار برد.
او با تجهیزات اصلاح شده و قوی توانست دورترین کهکشان شناخته شده در آن زمان را ببیند. او نخستین پروفسور اخترشناسی رادیویی دانشگاه کمبریج و مدیر بنیاد رصدخانه اخترشناسی رادیویی مولارد شد. او از سال ۱۹۷۲ تا ۱۹۸۲ اخترشناس پادشاهی بود.
رایل و آنتونی هویش در سال ۱۹۷۴ به صورت مشترک، جایزه نوبل فیزیک را بدست آوردند.